# Dorfkirche Altbelgern

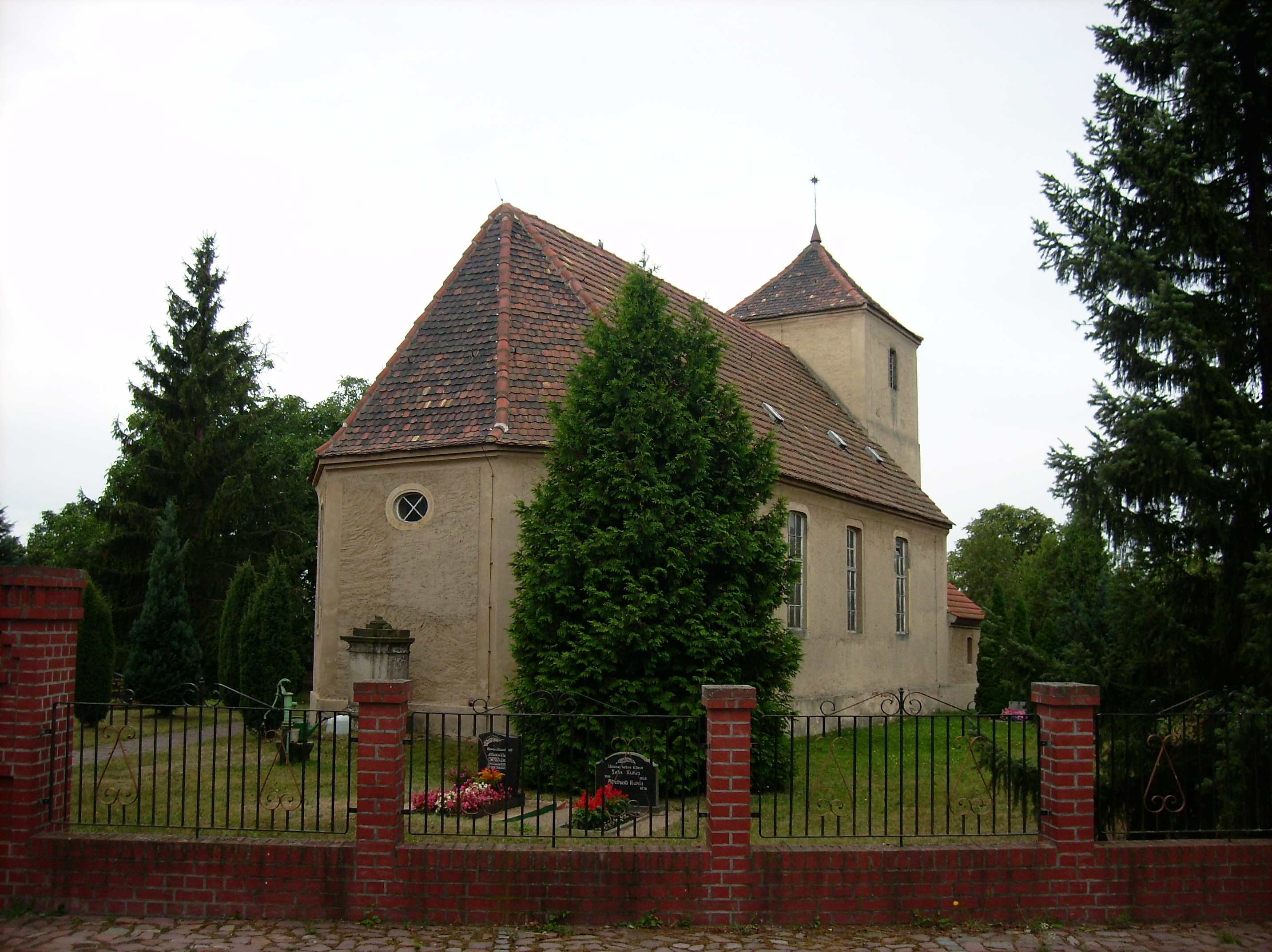
Dorfkirche Altbelgern

Die evangelische Dorfkirche Altbelgern ist ein Kirchengebäude im Gemeindeteil Altbelgern der Kleinstadt Mühlberg/Elbe im südbrandenburgischen Landkreis Elbe-Elster. Hier ist die Kirche auf einem der ältesten Kirchenstandorte der Region im Ortszentrum mit einem sie umgebenden Friedhof zu finden. Das Bauwerk befindet sich heute unter Denkmalschutz.

## Geschichte

### Mittelalter und Vorgängerbauten
| Wolfgangus Thammer                 | 1540–1566        |  |
| Mathäus Zell                       | 1567–1575        |  |
| Christopherus Hennigk              | (1572) 1575–1586 |  |
| Martin Zoch                        | 1586–1623        |  |
| Johann Kretzschmar [II.]           | 1623–1662        |  |
| Johannes Drescher                  | 1662–1679        |  |
| Erhardt Deggen                     | 1679–1690        |  |
| Johann Jacob Erlemann              | 1690–1699        |  |
| Johann David Erdmann               | 1699–1716        |  |
| George Schmidt                     | (1714) 1716–1766 |  |
| Christian Gottlob Bergmann         | 1766–1789        |  |
| Johann Heinrich August Richter     | 1789–1801        |  |
| Johann Friedrich Gast              | 1801–1811        |  |
| Traugott Wolf                      | 1811–1820        |  |
| Christian August Polykarp Manitius | 1820–1829        |  |
| Carl Gottlob Lehmann               | 1829–1868        |  |
| Friedrich August Paul von Wittern  | 1868–1894        |  |
| Carl Heinrich Stephan Bartholdy    | 1894–1918        |  |
| Karl Hugo Arthur Gollin            | 1919–1922        |  |
| Karl Schneider                     | 1923–1929        |  |
| unbesetzt                          |                  |  |
| Gerhard Marckwardt                 | 1951–1961        |  |

Bei Altbelgern handelt es sich um einen der ältesten Kirchenstandorte in der Region Elbe-Elster. Bereits im Jahre 1251 wurde hier eine Kirche urkundlich erwähnt, die 1253 vom Meißner Bischof Konrad I. geweiht wurde. Patron der Kirche war das Kloster Nimbschen, welches im Jahr nach dem Tod der letzten Äbtissin Margaretha von Haubitz 1536 aufgelöst wurde. Die Parochie Altbelgern war vergleichsweise groß. Das Kirchspiel umfasste einen großen Teil des westlichen Altkreises Bad Liebenwerda. Orte, wie beispielsweise die heutigen Städte Uebigau und Falkenberg/Elster und die Gemeinden Schmerkendorf, Blumberg, Grassau, Koßdorf, Saxdorf, Bönitz und Lönnewitz waren ursprünglich nach Altbelgern oder deren Filialkirchen eingepfarrt. Neben Mühlberg wohl der wichtigste Ort in der Region zwischen Elbe und Schwarzer Elster verlor Altbelgern aber bald an Bedeutung. Das Patronat über die Kirche ging nach der Reformation an den Landesherrn und später auf die Martinskirchener Schlossbesitzer über.
Im 15. Jahrhundert wurden Dorf und Kirche durch die Hussiten zerstört. In der Folgezeit wieder aufgebaut, wurde sie im Verlaufe des Dreißigjährigen Krieges vollständig eingeäschert. Ein abermaliger Neubau der Kirche wurde vermutlich etwa 1656 vollendet, zunächst noch ohne Turm. Die Errichtung des Kirchturms war 1756 vollendet. Kirchenpatron war zu jener Zeit Friedrich Wilhelm von Brühl, welcher neben dem Schloss Martinskirchen unter anderem auch das in Altbelgern befindliche Lehnsgut besaß. Im Verlauf der Befreiungskriege zerstörte schließlich im Jahre 1813 abermals ein Brand die Kirche. Im Dorf einquartierte Kosaken bereiteten auf dem Pfarrhof ein offenes Feuer, welches außer Kontrolle geriet und schließlich eine Scheune in Brand setzte. Anschließend griff das Feuer auf die Kirche, das Pfarrhaus und weitere Gebäude über. 

### Vom Anfang des 19. Jahrhunderts bis heute
Fünf Jahre später konnte 1817 die Kirche in ihrer heutigen Form wieder aufgebaut werden.
Erheblichen Schaden richtete Anfang der 1930er Jahre ein Blitzschlag an der Kirche an, was 1933 eine Restaurierung des Bauwerks zur Folge hatte. Ein durch einen weiteren Blitzschlag ausgelöster Brand zerstörte etwa fünfzig Jahre später im Jahre 1986 dann das Altbelgerner Pfarrhaus.
Die Kirche ist inzwischen sanierungsbedürftig. Im April 2015 wurde deshalb der Förderverein Kirche zu Altbelgern gegründet, der unter anderem das Ziel verfolgt, notwendige Reparaturarbeiten anzuschieben und zu organisieren. Des Weiteren möchte man die Kirche mit kulturellen Veranstaltungen mehr in das öffentliche Leben einbinden und sie touristisch anbinden.

## Architektur und Ausstattung (Auswahl)
Bei der heutigen Altbelgerner Kirche handelt es sich um einen verputzten Saalbau mit dreiseitigem Ostschluss aus dem Jahre 1817. Westlich des Kirchenschiffs schließt sich ein mit einem Zeltdach versehener quadratischer Turm an. Das Innere der Kirche ist von einer flachen Putzdecke und einer Hufeisenempore geprägt. Auf der Empore befindet sich eine kleine Orgel, im Osten an der Nord- und Südseite zwei Patronatsstühle. Des Weiteren besitzt sie einen schlichten bauzeitlichen Kanzelaltar.
Auf dem die Kirche umgebenden Friedhof ist ein Gedenkstein aus poliertem Granit mit Inschrift für die im Zweiten Weltkrieg gefallenen Dorfbewohner zu finden, der einst von deren Angehörigen gestiftet wurde.